# Stephanocoenia intersepta
Stephanocoenia intersepta (Synonym Stephanocoenia michelini) ist eine Steinkoralle, die im tropischen, westlichen Atlantik endemisch ist. Sie kommt bei den Bermudas, den Bahamas, an der Küste Floridas und in der Karibik bis Curacao und Bonaire vor.

## Merkmale
Ihre beige bis braunen Kolonien wachsen als Krusten oder halbkugelförmig. Die Korallite haben einen Durchmesser von zwei bis drei Millimeter, 24 Septen (aus drei Zyklen: 6+6+12), 12 erreichen die solide, in der Aufsicht ovale Columella. Die Polypen sind nachtaktiv.
Stephanocoenia intersepta kann mit roten Röhrenwürmern vergesellschaftet sein. Strecken die Würmer ihre Tentakel aus, erscheint die Oberfläche der Koralle rötlich als treibe es ihr die „Schamesröte ins Gesicht“. Im englischsprachigen Raum trägt sie daher den Trivialnamen „Blushing Star Coral“ (= schamrote Sternkoralle).

## Systematik
In der Steinkorallensystematik wird Stephanocoenia intersepta (monospezifisch) in die vier Gattungen umfassende Familie Astrocoeniidae gestellt. S. michelinii (sic) Milne Edwards & Haime, 1848, ist ein junior Synonym von Stephanocoenia intersepta (Lamarck, 1816) (siehe Cairns u. a. 1999).
Veron (2000) stellte die Gattungen Madracis und Palauastrea, die vorher zu Pocilloporidae gehörten, in die Familie Astrocoeniidae Koby, 1890.

## Weblink
- Heliofungia actiniformis in der Roten Liste gefährdeter Arten der IUCN 2013.2. Eingestellt von: Hoeksema, B., Rogers, A. & Quibilan, M., 2008. Abgerufen am 4. Januar 2014.